# 泽错
泽错（藏語：བྲེད་མཚོ，威利转写：bred mtsho，THL：Dré Tso，意为“人熊湖”）位于中国西藏自治区西部阿里地区日土县境内，地处日土县西部，喀喇昆仑山南麓，湖区被雪山环绕，湖面海拔4961米，面积112.7平方公里。湖区气候寒冷干燥，年均气温-6～-4℃左右，年均降水量50～75毫米。湖水主要靠周围雪山冰雪融水径流补给。

## 東喀喇崑崙山
东喀喇昆仑山位于阿里地区日土县，主峰是太冬杰久峰（也称之为他拉冬加就），往南有一条展琼冰川（也称之为东汝冰川、多玛冰川），西臨泽错。